# Chrysolophus
Chrysolophus es un género de aves galliformes de la familia Phasianidae propias del Tíbet y de China. Los machos tienen plumajes espectaculares. Incluye dos especies que se han introducido ampliamente en diversos lugares; allí donde se han establecido poblaciones asilvestradas, como Inglaterra, las dos especies se cruzan y producen híbridos. 

## Historia natural
A pesar de la apariencia vistosa del macho, estas aves son muy difíciles de ver en su hábitat natural que es el bosque de coníferas denso y oscuro con maleza esparcida. Por consiguiente, se conoce poco de su conducta en estado salvaje. 
Se alimentan de grano, hojas e invertebrados que encuentran en tierra; duermen por la noche en los árboles. Aunque pueden volar, prefieren correr; pero si hay un sobresalto, vuelan a gran velocidad, con un notable ruido del batir de las alas.